# NGC 1742
NGC 1742 é uma estrela na direção da constelação de Orion. O objeto foi descoberto pelo astrônomo Robert Ball em 1866, usando um telescópio refletor com abertura de 72 polegadas. 